# Gerhard Schröder

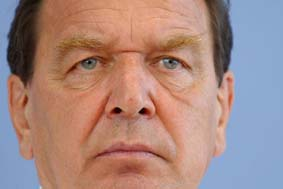
Gerhard Schröder în 2003

Gerhard Fritz Kurt Schröder (n. 7 aprilie 1944, Blomberg, Lippe, Renania de Nord-Westfalia, Germania) este un avocat, lobbyist și om politic german. A fost al șaptelea Cancelar federal al Germaniei din octombrie 1998 până în 22 noiembrie 2005. A fost președintele Partidului Social-Democrat (Sozialdemokratische Partei Deutschlands) din anul 1999 până în 2004.

## Originea și primii ani ai vieții
Gerhard Schröder a crescut într-o familie de muncitori. Are patru surori, și un frate vitreg. Tatăl său, Fritz Schröder, a murit ca soldat în România, când fiul sau avea doar 6 luni, la începutul verii lui 1944. Fritz Schröder este înmormântat la Ceanu Mare, județul Cluj.
Gerhard Schröder a fost din 1951 până în 1958 la Volksschule (primar și gimnazial), iar în 1961 a absolvit o pregătire ca vânzător. În această perioadă a jucat la Clubul de fotbal TuS Talle, dobândind porecla „Acker”.

## Cariera

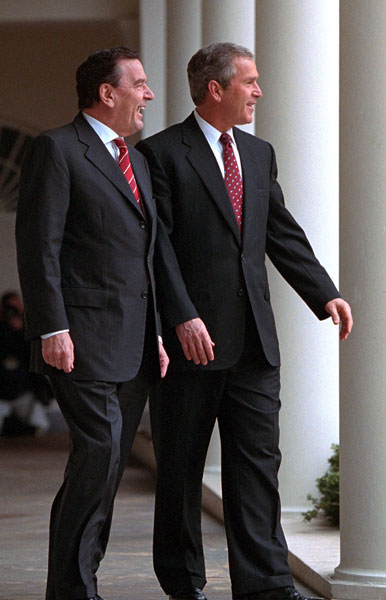
Schröder şi Bush la Casa Albă, 29 martie 2001

Din 1961 până în 1963 a fost vânzător în Göttingen. A fost scutit de serviciul militar, fiind singurul fiu al unui soldat căzut în luptă. Și-a dat bacalaureatul în 1966 la un liceu în Bielefeld. Din 1966 până în 1971 a studiat dreptul la Universitatea Georg-August din Göttingen. A absolvit examenele de stat I și II în 1971, respectiv 1976. În 1976 a primit dreptul de a practica meseria de avocat, practicând până în 1990. Ca avocat, l-a apărat, printre alții, pe fostul terorist al Rote Armee Fraktion, Horst Maler. Din 1980 până în 1986 a fost membru al Bundestagului german. După alegerile pentru Landtagul din Saxonia Inferioară din 1986 a devenit liderul opoziției social-democrate (SPD) în Landtag, fiind membru al acestuia până în 1998.
În 1990, ca urmare a victoriei SPD în Landtagul din Saxonia Inferioară, a fost ales Prim-ministru (Ministerpräsident) al landului. A fost reales în această funcție în 1994 și 1998.
Până în 1994 a fost liderul unei coaliții SPD-Die Grünen la nivel de land, apoi după rămânerea SPD-ului ca singur partid al guvernării, a continuat să fie liderul acestui partid. În calitate de prim-ministru al Saxoniei Inferioare (Niedersachsen), a îndeplinit funcția de președinte al Bundesratului din 1 noiembrie 1997 până în 27 octombrie 1998. În 1998 a devenit din nou membru al Bundestagului, fiind ales ca al șaptelea cancelar al Republicii Federale Germania. În 2002 a fost reales în această funcție, mandat care nu l-a dus până la capăt datorită popularității din ce în ce mai scăzute.
Universitatea Tongji din Shanghai i-a decernat titlul de Doctor Honoris Causa în 30 decembrie 2002, iar în iunie 2003 i-a fost acordat același titlu de către Facultatea de Drept a Universității Sankt-Petersburg. De asemenea, același titlu i-a fost conferit în 4 aprilie 2005 de către Universitatea Marmara din Istanbul, respectiv în 14 iunie 2005 de Universitatea din Göttingen.
Pragmatismul său i-a adus repede renumele de "prieten al patronilor".
A fost calificat drept un aprig susținător al industriașilor.
Ambițiile sale au suscitat, de-a lungul carierei sale, numeroase suspiciuni și ostilități, provocând fricțiuni chiar în rândul partidului, unde nu a încetat nici o clipă „să-și facă loc”.

## Cariera înSPD
Schröder a devenit membru al SPD în 1963, din 1978 până în 1980 a fost președintele Tinerilor Socialiști și a fost din 1986 până în 1998 candidat de vârf al SPD pentru alegerile pentru Landtagul din Saxonia Inferioară. În 1999, după demisia lui Oskar Lafontaine din funcția de președinte al SPD și-a asumat Schröder această funcție. A fost reales în această funcție în anii 2001 și 2003. În 2004, datorită aderenței sale tot mai scăzute la membrii SPD, a renunțat la acest post în favoarea lui Franz Müntefering.

## Viața privată
Schröder a fost căsătorit cu Eva Schubach (1968 - 1972), Anne Taschenmacher (1972 - 1984) și cu Hiltrud Hampel (1984 - 1997). În 1997 s-a căsătorit cu jurnalista Doris Köpf. În 2018 s-a căsătorit cu So-yeon Kim. Schröder însuși nu are copii din nici o căsătorie. Cu Doris Köpf a adoptat doi copii ruși.
Un detaliu care a stârnit mult interes este faptul că el susține că părul său ar avea culoare naturală, că nu ar fi vopsit. Acest lucru a dus chiar la controverse între el și reprezentanți ai presei.
Schröder se consideră protestant, dar nu manifestă o religiozitate deosebită, astfel că la prima sa investire în funcția de cancelar federal în 1998 a fost primul cancelar care a renunțat la expresia tradițională "așa să-mi ajute Dumnezeu".

## Cancelar
În anul 1998 l-a înlocuit pe longevivul Helmut Kohl la cârma statului german.
Populismul a atins și în Germania cote înalte cu ocazia alegerilor pentru Bundestag din toamna lui 2002.
În vara acelui an, cancelarul Schröder, în plină campanie electorală, fără să se fi pus măcar problema, fără ca nici un stat sau partid politic s-o fi cerut, a respins categoric ipoteza trimiterii de trupe germane alături de trupele americane într-un viitor război în Irak. Gestul a fost evident populist pentru că oricum nici un alt partid politic din Germania nu voia să trimită soldați germani. A declarat că este contra unui război în Irak, indiferent cine sunt participanții, înainte ca în Consiliul de Securitate al ONU să se fi hotărât o intervenție militară. Această poziție a Germaniei a slăbit foarte tare alianța internaționala contra lui Sadam și a dat apă la moară atitudinii impertinente a acestuia.
Este pentru prima dată în istoria Republicii Federale când Guvernul abandonează așa-zisul „multilateralism cooperativ”, și se îndreaptă cu pași deciși spre „unilateralism”.
În toamna lui 2002 a fost reales cancelar federal. Rivalul său a fost șeful Uniunii Creștin-Sociale, politicianul conservator Edmund Stoiber.
Un motiv în plus al realegerii sale, pe lângă poziția critică contra unui eventual război în Irak, a fost angajamentul său față de sinistrații inundațiilor din vara 2002 în Germania.
Ulterior, ca urmare a unei politici socio-economice complet eșuate, și-a pierdut tot mai mult solidaritatea membrilor din propriul partid (SPD) și a provocat crearea unui nou partid la stânga SPD, numit „Die Linke” adică „Stânga”.
În perioada sa au existat cele mai multe falimente de firme în unitate de timp din istoria Germaniei. În urma unei serii neîntrerupte de eșecuri la alegerile locale și de „Land”, a fost nevoit să pregătească terenul pentru alegeri anticipate, pe care în septembrie 2005 le-a și pierdut.
Pe 10 octombrie 2005 a anunțat că nu dorește să ocupe funcția de vicecancelar, ca adjunct al Angelei Merkel, în guvernul de mare coaliție CDU-SPD. Cariera lui Gerhard Schröder de cancelar federal s-a încheiat pe 22 noiembrie 2005, odată cu depunerea jurământului de către Angela Merkel, succesoarea sa în funcție.